# Диабате, Бассеку
Бассеку Диабате (фр. Bassekou Diabaté; род. 15 апреля 2000, Бамако) — малийский футболист, нападающий клуба «Стабек». Выступал в национальной сборной Мали.

## Карьера

### «Лехия» Гданьск
В 2020 году стал выступать за малийский клуб «Йилен Олимпик», вместе с которым стал серебряным призёром малийского чемпионата в своём дебютном сезоне. В июле 2021 года футболист присоединился к польской «Лехии» на правах арендного соглашения до конца сезона. Дебютировал за клуб 2 августа 2021 года против плоцкой «Вислы», выйдя на замену на 76 минуте. Закрепился в основной команде клуба, однако преимущественно оставался игроком скамейки запасных. В декабре 2021 года футболист был досрочно выкуплен и подписал с гданьским клубом контракт до конца июня 2025 года. Первым результативным действием отличился 23 апреля 2022 года в матче против познанской «Варты», отдав голевую передачу.
В июле 2022 года футболист отправился на квалификационные матчи Лиги конференций УЕФА. Дебютировал на еврокубковом турнире 14 июля 2022 года в ответном матче против северомакедонского клуба «Академия Пандева», выйдя на замену на 63 минуте. Первый матч в чемпионате сыграл 17 июля 2022 года против плоцкой «Вислы», выйдя на замену на 57 минуте. Первым результативным действием отличился 18 ноября 2022 года в матче против клуба «Гурник», отдав голевую передачу. По итогу сезона футболист вместе с клубом занял предпоследнее место в рамках польского чемпионата и выбыл в Первую Лигу. Новый сезон футболист начинал в составе польского клуба, за который успел провести 2 матча.

### «Йерв»
В августе 2023 года футболист перешёл в норвежский клуб «Йерв». Дебютировал за клуб 19 августа 2023 года в матче против клуба «Саннес Ульф», выйдя на поле в стартовом составе. Дебютными голами за клуб отличился 23 сентября 2023 года в матче против клуба «Хёдд», оформив дубль. На протяжении сезона футболист быстро закрепился в основной команде норвежского клуба, отличившись 4 забитыми голами. По итогу сезона футболист вместе с клубом завершил чемпионат на итоговом предпоследнем месте, тем самым вылетев во Второй дивизион.

### «Стабек»
В феврале 2024 года футболист перешёл в норвежский клуб «Стабек». Дебютировал за клуб футболист 1 апреля 2024 года в матче против клуба «Олесунн», выйдя на замену на 71 минуте. Дебютным забитым голом за клуб футболист отличился 6 апреля 2024 года в матче против клуба «Брюне».

## Международная карьера
В январе 2021 года футболист вместе со национальной сборной Мали отправился на чемпионат африканских наций. Дебютировал за сборную 16 января 2021 года в матче против сборной Буркина-Фасо. Стал серебряным призёром чемпионата, проиграв в финале 7 февраля 2021 года сборной Марокко.

## Достижения
Сборная
Мали
- Серебряный призёр Чемпионата африканских наций: 2020